# Marscheiderbach (Wuppertal)
Marscheiderbach ist eine Ortslage in der bergischen Großstadt Wuppertal.

## Lage und Beschreibung
Die Ortslage befindet sich im Wohnquartier Erbschlö-Linde des Stadtteils Ronsdorf auf 216 m ü. NHN in Tallage am Marscheider Bach. Der von Wald umgebene Ort war früher Standort des Diederichshammers, aus dem die mittelständische Groß- und Freiformschmiede Dirostahl hervorging. Unmittelbar benachbart und heute Teil der Ortslage waren der Dieneshammer bachabwärts und eine Walkmühle (1834 bis 1867 belegt) bachaufwärts.
Weitere benachbarte Ortslagen sind Trotzhaus, Marscheid, Jägerhaus, Werbsiepen, Linde, Kleinsporkert, Kleinbeek, Wefelpütt, Herbringhausen, Laakerhammer  und Laaken.

## Geschichte
Bereits 1640 stand hier ein von Clemens Hammerschmid zu Marscheid betriebenes Hammerwerk. 1824 ist der Hammer als Motte-Hammer bekannt. Das Wassertriebwerk, das drei oberschlächtige Wasserräder besaß (eines für die zwei Fallhammer mit unterschiedlicher Schlagfrequenz und zwei für die Schmiedefeuergebläse), wurde 1898 von einem Stahlraffinierhammer zu einem Stahlhammer umgebaut und 1902 von Franz Carl Diederichs übernommen. Die Leistung des Hammers betrug 1897 monatlich bei 500 kg Raffinierstahl, der Umsatz lag bei 1500.- bis 2000.- Mark. Als Schrotthammer wurde hier Eisen zusammengeschweißt, Material für Radreifen geschmiedet, Hufeisenstahl gefertigt, Tonmesser und Tonschneider für die Ziegelindustrie gefertigt und Flügelmesser hergestellt.
1903 wurde für die Zeiten des Wassermangels eine Lokomobile mit 20 PS gekauft. Die Familie Diederichs betrieben den Hammer mehrere Jahre lang und produzierten unter anderem im Ersten Weltkrieg mit 20 Arbeitern Wellen, Geschossböden und Scheiben. 1906 wurde das heute noch erhaltene Wohnhaus errichtet, das zu dieser Zeit auch einen Telefonanschluss erhielt. 1912 kam eine zweite Lokomobile hinzu. 1913 wurde eine 11 to schwere Schabotte per Pferdefuhrwerk geliefert. Ein Kesselhaus wurde am Berghang errichtet, um einen dampfbetriebenen 15-Zentner-Hammer zu betreiben. Im Ersten Weltkrieg kam eine 15 to Schabotte hinzu. Aus Platzgründen verließ die Familie Diederichs 1919 das Marscheider Bachtal und siedelte die heute umfangreichen Werksanlagen ihrer Firma Dirostahl bei Remscheid-Neuenhaus an.
Ein C.G. Kotte übernahm 1924 den Diederichshammer und man nannte ihn nun Kotte-Hammer. Es wurden von ihm Blattfedern, Pflugschare und andere Dinge der bäuerlichen Bedarfs hergestellt. 1946 brannte unter dem letzten Besitzern Falkenroth und Austerlitz der Hammer ab und wurde nicht wieder aufgebaut.
Der unmittelbar benachbarte Dieneshammer ist seit 1669 belegt und diente ebenfalls als Hammerwerk verschiedenen Betreiberfamilien. Unter anderem gehörte er der Firma Erbslöh, ab 1902 der Familie Diederichs und ab 1919 dem C.G.Kotte. Benannt ist der Hammer aber nach dessen Schmied Hermann Dienes. Als die Stahlfirma Krupp in den 1930er Jahren einen Film über die Geschichte der Raffinierstahlherstellung drehte, wurden am Dieneshammer Filmaufnahmen mit dem Schmied Hermann Dienes gedreht. Im Juni 1938 besuchte nach der Fertigstellung des Films Alfried Krupp von Bohlen und Halbach den Dieneshammer und lud den Schmied Dienes persönlich zu einer Werksbesichtigung und Aufführung des Films in Essen ein. 1959 wurde der Betrieb im Dieneshammer eingestellt.
Im Gemeindelexikon für die Provinz Rheinland von 1888 werden ein Wohnhaus mit acht Einwohnern angegeben. Heute sind in der Ortslage nur noch zwei Wohnhäuser erhalten.